# Skincare
Pour plus de détails, voir Fiche technique et Distribution.
Skincare est un film américain réalisé par Austin Peters et sorti en 2024.

## Synopsis
Hope Goldman, esthéticienne au succès grandissant, voit son entreprise de soins de la peau menacée lorsqu'un nouveau voisin, Angel Vergara, ouvre une boutique juste en face de la sienne. Alors que sa réputation est soudainement mise à mal, Hope se lance dans une quête pour découvrir qui cherche à saboter son succès.

## Distribution
Sauf indication contraire, les informations mentionnées dans cette section peuvent être confirmées par les bases de données cinématographiques IMDb et Allociné,  présentes dans la section « Liens externes ».
- Elizabeth Banks (VF : Marie-Eugénie Maréchal) : Hope Goldman
- Lewis Pullman (VF : Hugo Brunswick) : Jordan
- Luis Gerardo Méndez : Angel Vergara
- Mj Rodriguez (VF : Corinne Wellong) : Marine
- Nathan Fillion (VF : Guillaume Orsat) : Brett Wright
- Erik Palladino (VF : Maurice Decoster) : Armen
- John Billingsley (VF : Daniel Lafourcade) : Jeff
- Jason Manuel Olazabal (VF : Vincent Violette) : Emerson
- Ella Balinska (VF : Déborah Claude) : Jessica
- Julie Chang (VF : Nathalie Homs) : Kylie Curson
- Medalion Rahimi (VF : Joséphine Ropion) : Margaret
- Wendie Malick (VF : Josiane Pinson) : Colleen
- Lucy Barrett (VF : Anne Levallois) : Mandy
- Ivana Rojas (VF : Alexandra Ansidei) : Isabella
- Jesse Saler (VF : Frédéric Philippe) : Hollywood Man
- Georgia Leva (VF : Anne Levallois) : Hip Buyer

## Production

### Tournage
Le tournage s'est déroulé sur 18 jours à Los Angeles. La boutique d'Hope (Elizabeth Banks) se situe à Crossroads of the World (en) à Hollywood. L'intrigue prenant place en 2013, le film a nécessité d'une "quantité surprenante d'équipement rétro", les éclairages ont notamment été minutieusement recréés pour qu'ils soient fidèles à l'époque.

## Sortie
Le film est sorti aux États-Unis le 16 août 2024.